# Amadeo Sabattini
Amadeo Sabattini (Barracas, province de Buenos Aires, 1892 ― Villa María, province de Córdoba, 1960) est un pharmacien, médecin et homme politique argentin. 
Médecin de formation, de bonne heure membre du parti radical UCR, il mena de front, dans la ville de province où il s’était installé avec sa famille, son activité professionnelle et une carrière politique, réussissant en particulier — en dépit de la pratique institutionnalisée de la fraude électorale, caractéristique de la dénommée Décennie infâme — à se faire élire en 1936 gouverneur de la province de Córdoba. À ce titre, il s’appliqua pendant son mandat de quatre ans à mettre en œuvre ses idées progressistes par un ensemble de mesures et de lois tendant à moderniser la province sur le plan économique et politique autant que sur le plan social, de l’instruction publique et des mœurs ; ainsi, il favorisa l’industrialisation (développant les infrastructures routières, mettant en place un réseau hydroélectrique, et permettant l’installation notamment d’usines d’armement), mena une politique sociale (instaurant le salaire minimum, reconnaissant les droits syndicaux), fit construite des établissements d’enseignement, avantagea par un aménagement fiscal les petits fermiers contre la grande propriété foncière, mit sur pied des refuges pour mères célibataires, etc.
Plus tard, et au niveau national, Sabattini appuya les réformes sociales de Juan Perón, pendant la révolution de 1943 d’abord, puis sous le premier péronisme, mais se distancia de Perón quant à partir de 1953 celui-ci manifesta des tendances de plus en plus autoritaires. Dans les années post-septembre 1955, qui virent la scission de l’UCR, la fraction que menait Sabattini (l’UCRP, P pour Peuple) dut s’incliner lors des élections de 1958 devant la fraction dirigée par Frondizi (l’UCRI, I pour Intransigeant), auquel Perón avait accordé depuis son exil son discret soutien.
Quand même il ne lui aura été donné d’exercer des responsabilités gouvernementales qu’à l’échelon de sa province, Sabattini néanmoins acquit une stature nationale, par l’exemple de sa politique économique et sociale et par la ligne de probité qu’il représentait au sein du parti radical, ligne dite ligne Córdoba, réputée intransigeante sur la corruption politique et la fraude électorale.

## Ascendances et jeunes années
Amadeo Tomás Sabattini, né à Buenos Aires, était le fils aîné de Clotilde Aspesi, d’origine uruguayenne, et de Luis Sabattini Taglioni, immigrant Italien originaire de Bologne. Il eut une sœur, Rosa, et trois frères, Alberto, Pablo et Luis Enrique Sabattini, tous trois nés à Rosario, où la famille alla se fixer alors qu’Amadeo avait deux ans. C’est là qu’il suivit l’enseignement primaire et secondaire, et là aussi que commença son parcours de militant dans les rangs du  radicalisme : en 1907 en effet, il devint actif au sein du parti UCR, en constituant, avec quelques-uns de ses camarades, le Comité Aristóbulo del Valle de la Jeunesse radicale argentine.
Amadeo arriva dans la ville de Córdoba en 1910, dans l’intention de s’inscrire à la faculté de médecine de l’université nationale de cette ville, et obtint deux ans plus tard son diplôme en sciences pharmaceutiques, puis son doctorat en médecine en 1916, c’est-à-dire dans les premiers mois du mandat présidentiel du radical Hipólito Yrigoyen.
Le médecin frais émoulu rentra pour une brève période à Rosario, mais décida bientôt de s’établir dans la petite localité rurale de La Laguna, dans la moitié sud de la province de Córdoba, et s’y voua essentiellement à la pratique gynécologique. Il restera trois années dans cette localité, séjour pendant lequel il contracta mariage avec Rosa B. Saibene, originaire de Rosario, avec qui il aura quatre enfants (Rosa Clotilde, Alberto Amadeo, Marta Susana et Ileana), et s’engagea activement dans les scrutins électoraux tant nationaux que provinciaux, se montrant un dirigeant charismatique de l’UCR.
Il fut fortement influencé par la Révolte universitaire qui éclata à Córdoba en 1918 et par les propositions sociales de celle-ci, en particulier par ce qui fut nommé le radicalisme rouge que professaient les jeunes réformistes de Córdoba Arturo Orgaz et Arturo Capdevila.
En mars 1920, la famille Sabbattini déménagea pour Villa María, un peu plus au nord, dans le même département, où elle élut domicile à titre définitif et où Amadeo Sabattini partagea son temps entre ses tâches professionnelles de médecin et sa vocation politique. Il y noua de bonnes amitiés, notamment avec Francisco Seco, cofondateur de l’UCR à Villa María, libre-penseur et maître franc-maçon, qui avait marqué de son empreinte le radicalisme de la région dès la fin du XIXe siècle, ayant été en effet un acteur de la Révolution radicale de 1893 et appartenant à la loge maconnique El Kosmo. Seco facilita l’installation de Sabattini à Villa María, lui procurant un poste de médecin à l’hôpital Pasteur de la ville.

## Ministre de Gouvernement, de la Justice et de l’Instruction publique
À la victoire, inopinée et difficile, du politicien conservateur Ramón José Cárcano au poste de gouverneur de la province de Córdoba aux élections de 1925 succéda une mandature marquée par le scandale et les impasses politiques. Les radicaux dominaient l’assemblée législative et bloquaient les initiatives du gouverneur, en même temps que s’enchaînaient les dénonciations d’irrégularités électorales. En mai 1926, Sabattini, conjointement avec Benito Soria et Enrique Martínez, rejoignit le Centro Radicalismo y Renovación, qui défendait la nécessité d’une rénovation interne permanente, préconisant en particulier l’intransigeance (c’est-à-dire en l’espèce le refus absolu d’engager, dans le but de débloquer la paralysie législative qui sévissait alors, quelque négociation politique que ce fût avec le Parti démocrate de Córdoba) et le progressisme.

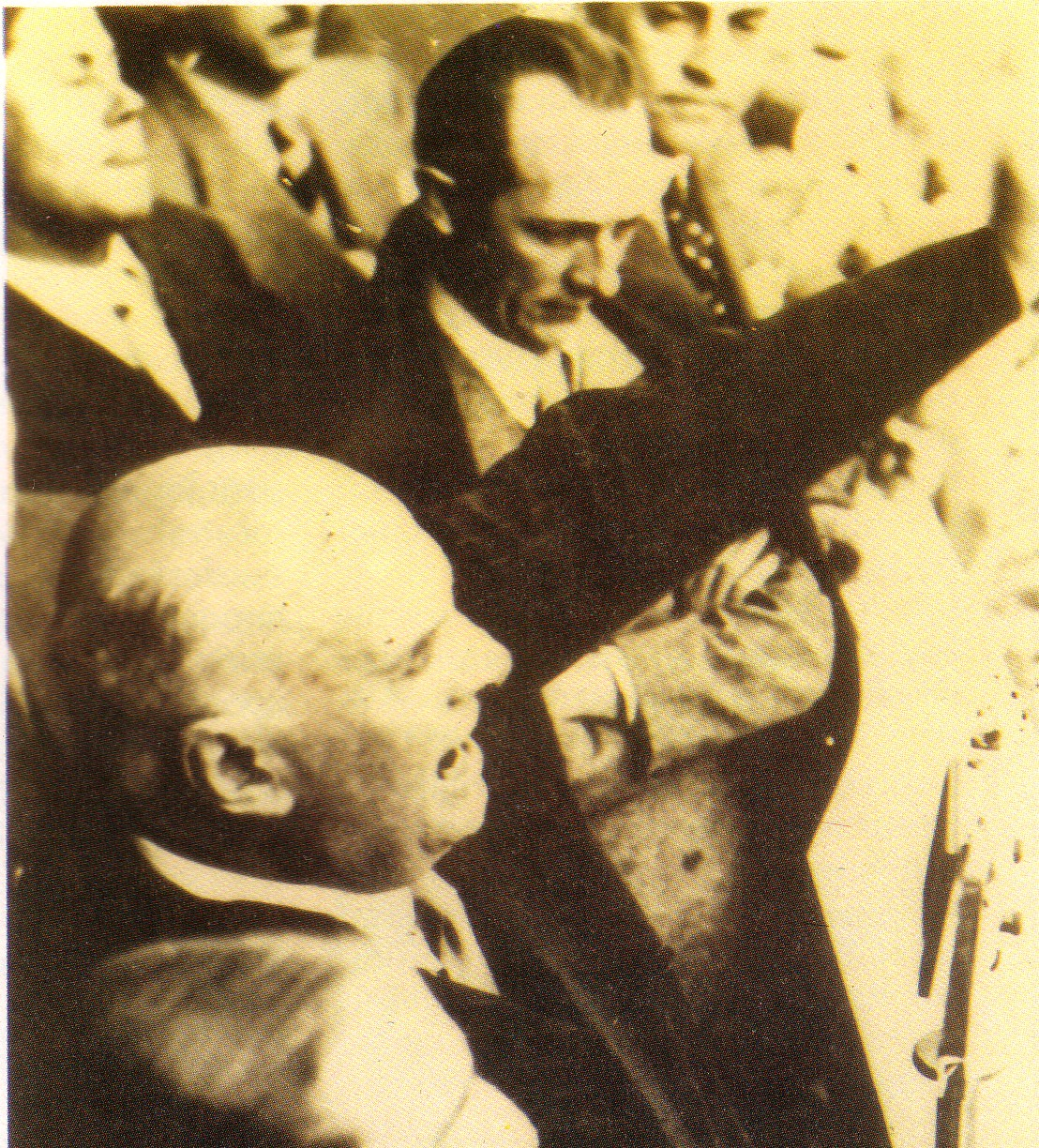
Amadeo Sabattini aux côtés de Marcelo T. de Alvear (photographie de 1936).

Dans ce contexte, l’UCR serra les rangs autour de la personnalité d’Hipólito Yrigoyen comme le candidat du parti pour l’élection de 1928, et après des années d’attente les radicaux de Córdoba se disposaient à récupérer le gouvernement de la province. Parmi les possibles candidats figuraient Martínez, Sabattini, Soria, José Antonio Ceballos, Carlos J. Rodríguez, Lucas A. de Olmos et Elpidio González. Afin de prévenir un nouveau climat de division dans la province, Yrigoyen intervint en mettant en avant un binôme de gouvernement composé de deux médecins (Martínez et Ceballos), en désignant Soria comme candidat au poste de sénateur national, et en offrant à Sabattini le ministère de Gouvernement.
Le 11 mars 1928, Enrique Martínez battit, avec un large écart de voix, l’ancien gouverneur Roca, et fut investi du pouvoir exécutif provincial le 17 mai. Non entravée cette fois par la Corda Frates (loge non maçonnique de propriétaires catholiques) comme en 1916, ni handicapée par la division entre rouges et bleus comme en 1919, ni pris à revers par les radicaux antipersonnalistes comme en 1925, l’UCR revint ainsi au pouvoir à Córdoba, au terme de neuf ans d’opposition. Sabattini fut nommé ministre de Gouvernement, de la Justice et de l’Instruction publique.
Sa prestation de serment en tant que ministre allait constituer le premier incident de sa carrière politique, lorsqu’en effet il jura seulement « sur la Patrie et son honneur » (en omettant Dieu), ce qui suscita d’innombrables réactions critiques affirmant notamment que Sabattini irait « en enfer » et que son serment « peccamineux » invalidait son investiture, parmi d’autres accusations.
La décision de Martínez de démissionner de son poste de gouverneur pour pouvoir assumer, à la suite du décès de Francisco Beiró, la vice-présidence de la république plaça mécaniquement à la tête de l’exécutif de Córdoba le vice-président Ceballos, qui confirma tous les ministres du gouvernement Martínez, à l’exception du portefeuille des Finances, auquel poste il nomma l’ancien antipersonnaliste Agustín Garzón Agulla ; Sabattini réagit en présentant sa démission, laquelle ne fut pas acceptée.
En tant que ministre, Sabattini fut à l’origine d’un ensemble de mesures quasi révolutionnaires pour le lieu et l’époque, telles que la reconnaissance des syndicats, la déclaration comme jour férié de la journée du Travail, le 1er mai, le salaire minimum pour les membres titulaires du corps enseignant, la réglementation du travail des ouvriers agricoles, l’élimination progressive des grands domaines latifondiaires, mesures qui furent autant de préfigurations de ce que sera son œuvre politique comme gouverneur plusieurs années plus tard.
Dans un contexte de délitement social consécutif à la crise de 1929 se produisit le coup d’État du 6 septembre 1930, qui, dirigé par José Félix Uriburu, destitua Hipólito Yrigoyen du pouvoir en Argentine et fut l’amorce d’une nouvelle ère de proscription pour le radicalisme et ses dirigeants. Le gouverneur de Córdoba Ceballos et tous ses ministres furent démis de leurs fonctions et remplacés par des militaires. Commença alors une nouvelle phase dans le parcours politique de Sabattini, celle de la rébellion.

## Abstentionnisme et rébellion
Cette abrupte mise à l’écart du pouvoir qui frappa ainsi le radicalisme et la rupture constitutionnelle de septembre 1930 provoquèrent une phase de sidération et d’incertitude, tant institutionnelle, économique que politique au sein des troupes radicales, par ailleurs restées divisées entre personnalistes et antipersonnalistes et affaiblies par la pénurie de nouvelles personnalités capables de porter au-dehors les idées radicales. L’UCR était stigmatisée comme le parti de l’inaction face à la crise, de la stérilité parlementaire et du « saccage » de la Banque nationale.
Derrière le gouvernement de facto installé au pouvoir à la suite du coup d’État se tenaient deux groupes opposés, rassemblés l’un et l’autre autour d’un chef militaire : d’une part ceux qui aspiraient à créer un État national-socialiste ou fasciste, les uriburistes, et d’autre part les justistes qui, favorisant l’arrivée au pouvoir de Agustín P. Justo, préconisaient une démocratie limitée et le maintien du modèle agro-exportateur de la Génération de 80, mais moyennant un ajustement de la régulation économique.
Dans la conviction que le camp radical, dépouillé désormais de la force qu’il tirait de l’exercice légitime du gouvernement et décapité par l’emprisonnement et le bannissement de ses principaux dirigeants, y compris de son máximo caudillo Marcelo Torcuato de Alvear, se trouvait en complète déliquescence, la dictature septembriste convoqua des élections dans la province de Buenos Aires pour le 5 avril 1931, dimanche de Pâques. Pourrait alors à la fois se mesurer le niveau de soutien populaire au projet révolutionnaire d’allure « fasciste » proposé par Uriburu, et s’évaluer la force du radicalisme. Les radicaux réussirent à surmonter les dissensions (logiques) entre yrigoyénistes et alvéaristes, qui avaient marqué les dernières années du radicalisme au pouvoir, et s’unirent sous la bannière du « binôme de compromis », lequel devança de plus de 30 000 voix le candidat du Parti conservateur de Buenos Aires, Antonio Santamarina. Cependant, comme l’élection du gouverneur et du vice-gouverneur de la province de Buenos Aires était « indirecte », le Collège électoral provincial devait encore se réunir, et aucun des partis ayant participé à la bataille électorale n’avait obtenu une majorité absolue des électeurs. La situation était ainsi propice à la décision du  gouvernement dictatorial d’annuler le scrutin.
La situation économique cependant continuait de se détériorer et l’incertitude politique engendrée par la défaite du gouvernement dans la province de Buenos Aires s’accroissait. Malade et ne voyant aucune possibilité que son projet corporatiste fût jamais mis en œuvre, le président de facto Uriburu accepta de convoquer des élections générales pour l’année 1931. Plusieurs partis conservateurs de l’intérieur du pays se coalisèrent et, avec l’appui de nombreux radicaux antipersonnalistes, mirent en avant la candidature de Justo et nommèrent leur alliance politique la Concordancia. En conséquence, le radicalisme résolut de s’abstenir aux élections. Cette décision, conjuguée à l’institutionnalisation d’un mécanisme électoral policier dénommé « fraude patriotique », permit à Justo d’accéder à la présidence de la Nation.
Le radicalisme affrontera cette situation nouvelle de deux manières différentes. La première, à partir de 1931 et jusqu’à 1935, consistera à mener une opposition révolutionnaire et abstentionniste, la dénommée « abstention courte », la seconde, à participer aux élections, par décision de la direction alvéariste. Cette différence d’optique engendra une importante division au sein du parti, avec d’un côté le groupe officialiste, constitué d’Alvear et de ses partisans, et de l’autre, l’opposition interne composée du sabattinisme à Córdoba, du mouvement FORJA, puis, après la dissolution de ce groupement, du Mouvement rénovateur de la province Buenos Aires, qui à son tour donnera naissance au mouvement Intransigencia y Renovación.
Amadeo Sabattini s’attacha à préserver comme signe distinctif du radicalisme argentin l’empreinte populaire propre à l’yrigoyénisme et sut s’imposer comme président de l’UCR de Córdoba le 4 novembre 1932, grâce à l’appui de quelque dirigeants influents tels que Agustín Garzón Agulla, Benito Soria, Ernesto Peña, Donato Latella Frías, Joaquín Manubens Calvet, Gabriel Oddone et Humberto Cabral. Toutefois, au niveau national, il vit ses appuis dans le parti s’effriter, d’abord en raison du soulèvement radical avorté de décembre 1932 et janvier 1933 (dont de nouvelles élections frauduleuses avaient fourni l’étincelle), à la suite duquel il dut chercher refuge en Uruguay, et ensuite par la mort d’Yrigoyen en juillet 1933, qui faisait désormais d’Alvear l’unique chef du radicalisme.

## Électorat provincial et candidature au poste de gouverneur
Sous la direction d’Amadeo Sabattini, le radicalisme de Córdoba parvint à élargir sa base de soutien, qui était traditionnellement constituée, dans les centres urbains, par la classe moyenne issue de l’immigration et composée de petits commerçants, d’artisans, d’employés, de professions libérales, et plus particulièrement de travailleurs de la fonction publique, tant municipale et provinciale que nationale, tandis que le vote radical dans les campagnes était apporté par les ouvriers agricoles, les travailleurs saisonniers, les fonctionnaires municipaux, les petits propriétaires, les chômeurs et la population en sous-emploi, soit grosso modo la large fraction de la société restée exclue du modèle agro-exportateur ou tout le secteur anciennement lié au vieux fédéralisme. Sous Sabattini émergea également un nouvel électorat : les chacareros (fermiers) Italiens dans le sud et le centre de la province de Córdoba.

### L’élection du 3 novembre 1935
Au lendemain du coup d’État de 1930, le gouvernorat de la province de Córdoba passa aux mains de l’interventeur fédéral Carlos Ibarguren, mais sa personnalité et son nationalisme catholique étaient cause de frictions et de confrontations permanentes avec les milieux libéraux de la province, raison pour laquelle lui succédera sept mois plus tard au poste d’interventeur Enrique Torino, lequel décida de convoquer des élections, remportées par la fórmula (duo de candidats) du Parti démocrate, savoir Emilio Felipe Olmos et Pedro José Frías (mandature de 1932 à 1936). Le radicalisme, ayant vu ses candidatures frappées de véto, avait résolu de s’abstenir dans la province de Córdoba.
Olmos mourut deux mois après son investiture, laissant la place au vice-gouverneur Pedro Frías, qui dirigera la province jusqu’à 1936. Selon l’historien Sergio Tejerina Carreras, son mandat se caractérisa par une nette orientation progressiste, témoin les mesures prises par lui qui bénéficièrent à la frange la plus nombreuse de la population, par exemple une loi de taxation foncière favorable aux agriculteurs, car exonérant la petite et moyenne propriété rurale.
Le gouvernement de Frías, arrivé près de la fin de son mandat, convoqua de nouvelles élections. En 1935, l’UCR avait décidé de suspendre l’abstention électorale qu’elle avait maintenue jusque-là en signe de protestation contre la pratique généralisée de la fraude électorale. Dans ce cadre, Sabattini démissionna le 12 janvier 1935 de la présidence du radicalisme pour pouvoir se porter précandidat au poste de gouverneur. Malgré les accusations de « communisme » lancées par ses adversaires démocrates et par les radicaux alvéaristes, il fut proclamé précandidat au gouvernorat de la province de Córdoba, en compagnie d’un autre jeune yrigoyéniste, Alejandro Gallardo. Dans son discours du 4 juillet, il déclara :

« J’ai été et continue d’être yrigoyéniste, non au sens de la soumission inconditionnelle à la volonté d’un homme, mais parce que j’ai interprété Yrigoyen comme une pensée en marche, en faveur de la rédemption des classes laborieuses et nécessiteuses, et de la lutte éternelle contre le privilège. »

Au scrutin radical interne du 7 juillet 1935, le binôme Amadeo Sabattini/Alejandro Gallardo l’emporta devant la fórmula Agustín Garzón Agulla/Pablo J. Rodríguez.
Quoique la loi Sáenz Peña de 1912 instituant le suffrage universel eût représenté une avancée capitale, les mœurs politiques dans la décennie 1930 restaient entachées par la vénalité des votes, le vol des urnes, la mainmise sur les listes électorales, l’enfermement des votants jusqu’à l’heure de les emmener voter, etc., pratiques habituelles qui se répétaient élection après élection. Les dirigeants du Parti démocrate de Córdoba cependant, qui avaient pleine confiance dans le prestige de l’œuvre gouvernementale d’Emilio Olmos et de Pedro Frías, mirent en avant pour gouverner la province le ministre des Finances José Aguirre Cámara, excellent orateur, en duo avec l’ingénieur  Luis Alonso comme candidat vice-gouverneur.
Le processus préélectoral fut irréprochable, et le scrutin du 3 novembre 1935 ne présenta pas de défaillances visibles dans les villes, toutefois il y eut quelques irrégularités dans les zones rurales qui contraignirent le tribunal électoral à annuler quelques scrutins et à convoquer des élections partielles, fixées pour le 17 novembre. Comme des élections municipales et communales avaient été organisées conjointement avec l’élection des autorités provinciales, l’examen des deux scrutins révéla qu’il y avait pléthore de voix radicales dans toutes les circonscriptions.

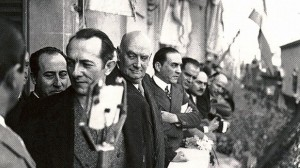
Sabattini en 1936.

La victoire fut revendiquée par les deux camps opposés, en même temps que l’épouvantail de la fraude électorale ne cessait de hanter les esprits. Humberto Cabral, accompagné de Santiago Horacio del Castillo et d’Agustín Garzón Agulla, déclara devant le juge électoral qu’au siège du Pouvoir exécutif ou au domicile privé du gouverneur de la province étaient gardées des listes électorales qui auraient été dérobées par la police en vue d’être utilisées dans l’élection. Le magistrat ne donna pas suite à la réclamation, et les violences ne se firent pas attendre. Les démocrates affrétèrent le fameux « train fantôme », qui entrait à coups de feu dans les villages ayant donné la majorité aux radicaux lors de l’élection communale. Les radicaux de leur côté ne furent pas en reste et se défendaient à coups de pistolet. Un dirigeant radical de Sacanta, Erasmo Ceballos Araya, fut touché par balle. Des radicaux armés s’en allaient « défendre les scrutins » contre une présumée tentative de manipulation des urnes par les conservateurs.
Une illustration de cette atmosphère échauffée est la violente fusillade qui éclata à Plaza de Mercedes, petite localité du département de Río Primero, dans le nord de la province, et qui, dans la même journée du 17 novembre 1935, coûta la vie à deux dirigeants radicaux et à sept policiers. Pour couper court à une très possible fraude, le Comité provincial de l’UCR dépêcha une délégation armée, composée du champion de tir Carlos Moyano et de plusieurs dirigeants importants tels que Santiago del Castillo, Argentino Auchter, le parlementaire provincial Pedro Vivas et Agobar Anglada, entre autres. Vivas, qui alla au rendez-vous le fusil à la main, et Anglada périrent dans la fusillade et seront hissés au rang de martyrs du radicalisme de Córdoba. Le décompte des voix, commencé le 19 novembre, donnera la victoire à l’Union civique radicale, quoiqu’avec une marge fort étroite — 5 800 voix d’écart seulement.

### La politique de Sabattini comme gouverneur

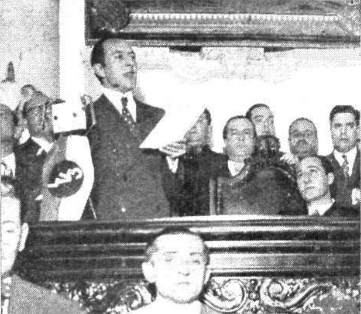
Sabattini prenant ses fonctions de gouverneur et s’adressant à la Législature provinciale en mai 1936.

Plusieurs historiens soulignent qu’Amadeo Sabattini dut prendre en charge la province de Córdoba dans des conditions extrêmement pénibles sur les plans politique, économique et social, telles qu’il les trouva à l’issue du mandat du démocrate Pedro Frías.
Dans le but d’assainir la situation de sa province, Sabattini, à la tête du gouvernement de Córdoba, impulsa une politique d’industrialisation qui transformera en profondeur le profil productif de la province de Córdoba et en fera au fil du temps l’un des grands pôles industriels de l’Argentine, et ce essentiellement par le biais d’un vaste programme de construction de centrales hydroélectriques (La Viña, San Roque, Cruz del Eje, Los Alazanes, Río Tercero) et d’usines militaires d’armement (Río Tercero, Villa María, San Francisco).
Sabattini figura, au cours de cette décennie, comme un chef de file de la tendance yrigoyéniste, avec de nettes propensions populaires et nationalistes, qui le différenciaient notablement de la ligne conservatrice unioniste, alors prédominante au sein du radicalisme et incarnée par Marcelo T. de Alvear. Son orientation pluraliste et démocratique se refléta dans la composition de son cabinet ministériel : il désigna en effet pour son ministre des Finances le Dr Agustín Garzón Agulla, nomma Santiago de Castillo au ministère de Gouvernement, plaça à la tête du département des Travaux publics l’ingénieur Medina Allende, et décida de garder à la direction de la Cour des comptes les deux conservateurs, de sorte que le contrôle des fonds publics fût une responsabilité partagée.
Son œuvre administrative fut reconnue par non seulement par des observateurs indépendants, mais aussi par ses adversaires politiques eux-mêmes. En plus d’instaurer une démocratie pleine et entière, il fut à l’origine d’un projet de loi réglementant l’organisation et le fonctionnement des partis politiques dans sa province, à l’effet de consolider le système parlementaire et de garantir le suffrage populaire.
Sa gestion des affaires de la province était guidée par son principal mot d’ordre, savoir : « De l’eau pour le nord, des routes pour le sud ». Ainsi créa-t-il la Direction provinciale d’hydraulique et lança-t-il un programme de construction de barrages, pour produire l’énergie électrique nécessaire à l’industrialisation de la province. Il fera d’autre part de l’aménagement d’un réseau de routes provinciales asphaltées l’une de ses priorités. Pendant les quatre années de son gouvernement, la province connut le plus haut taux de croissance de son histoire.
Dans le domaine de l’enseignement public, Sabattini inaugura 173 nouvelles écoles, la plupart du reste d’une architecture monumentale, et d’autres établissements spécialisés, tels que l’école de céramique et l’école de chant. Il accrut le nombre d’enseignants à 651, tout en augmentant de 50% leur rémunération. Dans le même temps furent créées des garderies, des cantines scolaires et des colonies de vacances, comme autant de parties intégrantes de son ample politique sociale.
Dans le domaine du travail, il élargit les compétences et les pouvoirs d’intervention du Département provincial du travail, de sorte que celui-ci pût notamment veiller au respect des accords de conciliation et des arbitrages dans les conflits sociaux, et s’efforça d’obtenir des augmentations de salaire pour les travailleurs. Son gouvernement s’attacha à faire respecter les droits et initiatives du mouvement ouvrier, en particulier en faisant obstacle aux actions de la Légion civique argentine et d’autres groupes anti-démocratiques, et en mettant pleinement en vigueur les libertés publiques. Il accorda une attention spéciale au domaine de la santé publique, faisant bâtir des hôpitaux, des dispensaires et des foyers pour mineurs et pour mères célibataires.
La politique menée par Sabattini fut le reflet fidèle de sa personnalité, en tant que médecin, homme politique et être humain, et son univers idéologique, éloigné autant des superstitions populaires que des préjugés institutionnels, conjuguait État-providence et libéralisme culturel. L’historien César Tcach Abad décrit la politique sanitaire et sociale de Sabattini comme procédant directement de sa vision libérale, opposée à l’Église. 

« Sabattini […], en opposition aux positions de l’Église catholique  – appliquée à condamner moralement les relations prématrimoniales, et les jeunes pécheresses –, mit en œuvre une politique par laquelle l’État provincial lui-même devenait le défenseur matériel et moral des mères célibataires. Il créa le Foyer des mères mineures et fit construire un bâtiment destiné à l’accueillir. Des filles mineures d’âge et des mères célibataires y trouvaient ainsi protection auprès de l’État. Parallèlement, le gouvernement provincial multiplia les jardins d’enfants (il y en avait 17 en 1942) et prodigua une assistance médicale gratuite aux enfants des cités ouvrières. »

Dans son discours d’adieu en 1940, Sabattini évoqua les maux dont il avait pu, au cours de ses quatre années d’expérience du pouvoir dans le territoire sous sa tutelle, constater la persistance : l’alcoolisme, l’addiction aux jeux d’argent (cartes à jouer, dés et astragales), l’analphabétisme et l’avortement, ce dernier corrélé à l’exercice illégal de la médecine avec ses terribles résultats. 
Dans le domaine du tourisme, il créa, par la loi no 3782 relative au tourisme, la Commission officielle de tourisme. 
Se penchant également sur la situation dans les campagnes, Sabattini se porta au secours des agriculteurs en proie aux grandes sécheresses et stimula le développement de la culture du coton et des olives. D’autre part, les agriculteurs seront les bénéficiaires du vote des lois no 3790 sur les droits de succession et no 3787 portant imposition proportionnelle progressive de la terre. Par ces mesures fiscales, l’on se proposait de mettre fin aux grandes propriétés terriennes ; cependant, les secteurs lésés par ces lois obtinrent que la Cour suprême de la Nation les déclarât inconstitutionnelles.
Sabattini était reconnu pour sa probité, et il n’était jusqu’au général Perón lui-même qui n’essuya un refus quand il essaya de le convaincre en 1945 de former avec lui un binôme (fórmula) présidentiel, refus que Sabattini justifia ainsi :

« Je suis si humble que je n’ai pas de prix. Ceux qui gouvernent l’Argentine s’entourent de personnes qui n’hésiteraient pas à vendre la souveraineté, comme aux pires temps de l’oligarchie, et avec l’argent qui leur reste tenteront d’acheter les hommes qui se vendent. Moi, je ne suis pas de ceux-là… »

## Péronisme et années post-1955
Au terme de son mandat de gouverneur de Córdoba, Sabattini se retira définitivement dans sa modeste maison de Villa María, où il acquit une réputation d’austérité et tenait une conduite irréprochable. En 1940, alors que lui-même n’était pas rééligible aux termes de la constitution provinciale, son parti, l’UCR, fut reconduit au pouvoir à Córdoba, par l’élection au poste de gouverneur de Santiago Horacio del Castillo. En effet, les réformes électorales et judiciaires de Sabattini, en plus des réticences des conservateurs de la province de Córdoba à recourir une nouvelle fois au système de la « fraude patriotique », empêchèrent le parti national au pouvoir, la Concordancia, de s’emparer du gouvernorat.

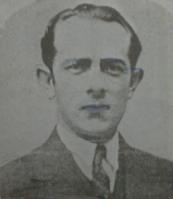
Amadeo Sabattini.

Lors de l’ascension du péronisme entre 1943 et 1945, Sabattini appuya la plupart des réformes sociales adoptées par le secrétaire au Travail Juan Perón et sut au début entretenir une relative proximité avec Perón, lequel alla jusqu’à lui proposer d’être son candidat à la vice-présidence de la Nation, dans la perspective des élections de février 1946, offre que Sabattini préféra décliner. Sabattini s’opposa à l’alliance anti-péroniste incarnée alors par la Union démocratique et se rallia au Movimiento de Intransigencia y Renovación fondé en 1945, en se réclamant de l’yrigoyénisme et en proposant un programme social-démocrate en opposition à l’unionisme. Au sein de l’Intransigeance, Sabattini représentait un courant autonome appelé la ligne Córdoba.
Vers 1952, après que Perón, cédant de plus en plus à la tentation autocratique, eut fait saisir un certain nombre de journaux critiques et mis en détention plusieurs opposants de premier plan, il conclut une alliance pragmatique avec d’autres groupes d’opposition. Dans les dernières années du gouvernement péroniste (1952-1955), Sabbatini adopta une position abstentionniste, au contraire de la majorité des intransigeants, avec à leur tête Arturo Frondizi. 
Une fois survenu le coup d’État de septembre 1955 qui renversa Perón, et face à la fracture de l’UCR en 1956, Sabattini fit alliance avec les groupes les plus conservateurs de l’unionisme et du balbinisme, pour former l’Union civique radicale du peuple (Unión Cívica Radical del Pueblo), laquelle fut battue par Arturo Frondizi, chef de l’UCRI, fraction issue de la même scission (I pour intransigeant), après que Perón depuis son exil eut apporté son appui à Frondizi en vue des élections de février 1958.
Appelé familièrement « Don Amadeo » ou « Petit Tatou » (Peludo Chico, par opposition à Peludo Mayor, surnom d’Yrigoyen), vivant dans la solitude et passablement désargenté, Sabattini s’éteignit à Villa María en 1960, à l’âge de 67 ans.

## Résultats du scrutin de novembre 1935
Tableau des résultats électoraux, en nombre et en pourcentage de voix, de l’élection pour le poste de gouverneur et de vice-gouverneur de Córdoba du 3 novembre 1935.
| Binôme                                  | Parti/Alliance                           | Voix    | Pourcentage |
| --------------------------------------- | ---------------------------------------- | ------- | ----------- |
| Amadeo Sabattini - Alejandro Gallardo   | Union civique radicale                   | 109.867 | 50,06%      |
| José Aguirre Cámara - Alfredo J. Alonso | Parti démocrate de Córdoba               | 104.067 | 47,42%      |
| Arturo Orgaz - Juan C. Pressacco        | Parti socialiste                         | 3.596   | 1,63%       |
| Remo Copello - ....                     | Parti agraire                            | 1.794   | 0,81%       |
| Ernesto Echevarria - ....               | Union civique radicale antipersonnaliste | 116     | 0,05%       |